# Eleição municipal de Canoas em 1988
A eleição municipal de Canoas em 1988 ocorreu em 15 de novembro do mesmo ano. O prefeito à época era Carlos Giacomazzi (PMDB). Foi eleito em turno único o novo prefeito Hugo Lagranha (PDT), derrotando Ivo Lech (PMDB).

## Resultado da eleição para prefeito

### Primeiro turno
| Candidatos a prefeito    | Número | Coligação                       | Votação | Percentual |
| ------------------------ | ------ | ------------------------------- | ------- | ---------- |
| Hugo Lagranha PDT        | 12     | PDT, PSDB                       | 64.602  | 57,35%     |
| Ivo Lech PMDB            | 15     | PMDB (sem coligação)            | 19.940  | 17,7%      |
| Marco Maia PT            | 13     | Frente Popular (PT, PCdoB, PCB) | 16.378  | 14,54%     |
| Francisco Dequi PSB      | 40     | PSB (sem coligação)             | 9.346   | 8,3%       |
| Luiz Roberto Barbosa PFL | 25     | PFL (sem coligação)             | 2.375   | 2,11%      |